# Playa de Camburi
La playa de Camburi está localizada en la ciudad de Vitória, capital del Estado de Espírito Santo, Brasil.
Camburi es la única playa de Vitória localizada en la parte continental de la ciudad, es también la mayor playa de la capital, con 6 km de extensión. Si encuentran en esta playa tres barrios: Jardím da Penha, Mata da Praia y Jardím Camburí. Esbastante frecuentada y tiene la mejor estructura hotelera.
La playa de Camburi acoge grandes eventos deportivos, como torneos nacionales y mundiales de voleibol de playa, fútbol de arena, campeonatos de vela, entre otros. Posee una extensa y organizada rambla, muy utilizada para la práctica de cooper, es un punto de encuentro de la población capixaba.
- Datos: Q10352754
- Multimedia: Praia de Camburi (Vitória) / Q10352754